# 은평역사한옥박물관
은평역사한옥박물관은 서울특별시 은평구 진관동에 있는 은평구 공립박물관이다. 은평한옥마을에 위치해있으며 은평구청에서 관장한다.

## 소개
2014년에 개관한 박물관으로 서울 은평구의 역사와 향토현황 등을 토대로 은평구 지역에서 발굴된 유적을 전시하고 있다. 은평구 역사관에서는 경기도 고양군에서부터 서울 서대문구를 거쳐서 1979년 서대문구에서 분리되어 신설된 은평구의 탄생 배경과 은평뉴타운 개발의 배경과 은평구에서 출토된 유적과 유물 등을 전시하고 있다. 한옥 전시관에서는 선사시대 움집을 시작으로 전통 한옥으로 발달하게 된 한국 가옥의 변천사를 소개하며 한옥을 만드는 과정과 방식 등을 전시하고 한옥 자재를 통한 체험을 할 수 있다.

## 전시현황

### 상설전시실(2층, 3층)

#### 은평구 역사관(2층)
- 은평구의 역사와 향토현황
- 은평구의 탄생과 배경
- 은평뉴타운의 개발
- 수색과 증산동의 지명 유래
- 은평구의 유적과 유물
- 파발에 대한 개요와 목적
- 은평에서 의주까지로 이어지는 통일의 꿈
- 은평의 어제와 오늘 그리고 미래

#### 한옥역사관(3층)
- 한옥의 역사
- 한옥의 실생활과 목적
- 움집에서 한옥까지
- 한옥 내부 소재 전시

### 기획전시실(3층)
특별 및 기획전시를 하는 곳이다.

### 옥외공간
- 북한산 전망대

## 입장
- 초등학교 미취학 영유아 및 65세 이상 경로자는 무료입장(부모 동반 및 신분증 제시)
- 국가유공자, 독립유공자 등 무료입장(관련증 제시)
- 은평구청 및 타 지역 광역시도청 및 시군구청 공무수행자 무료입장(공무원증 제시)
- 북한산 전망대만 관람시 무료입장

## 사진

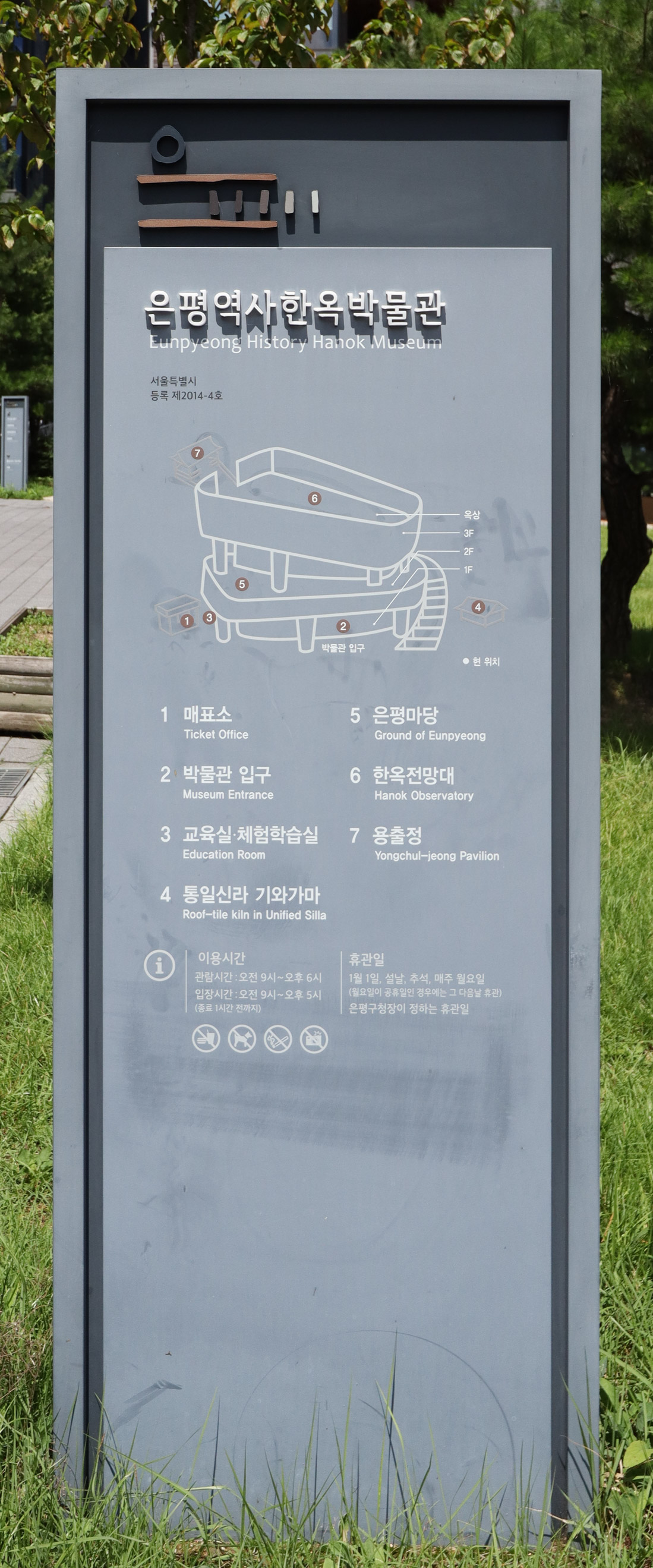
박물관 안내판
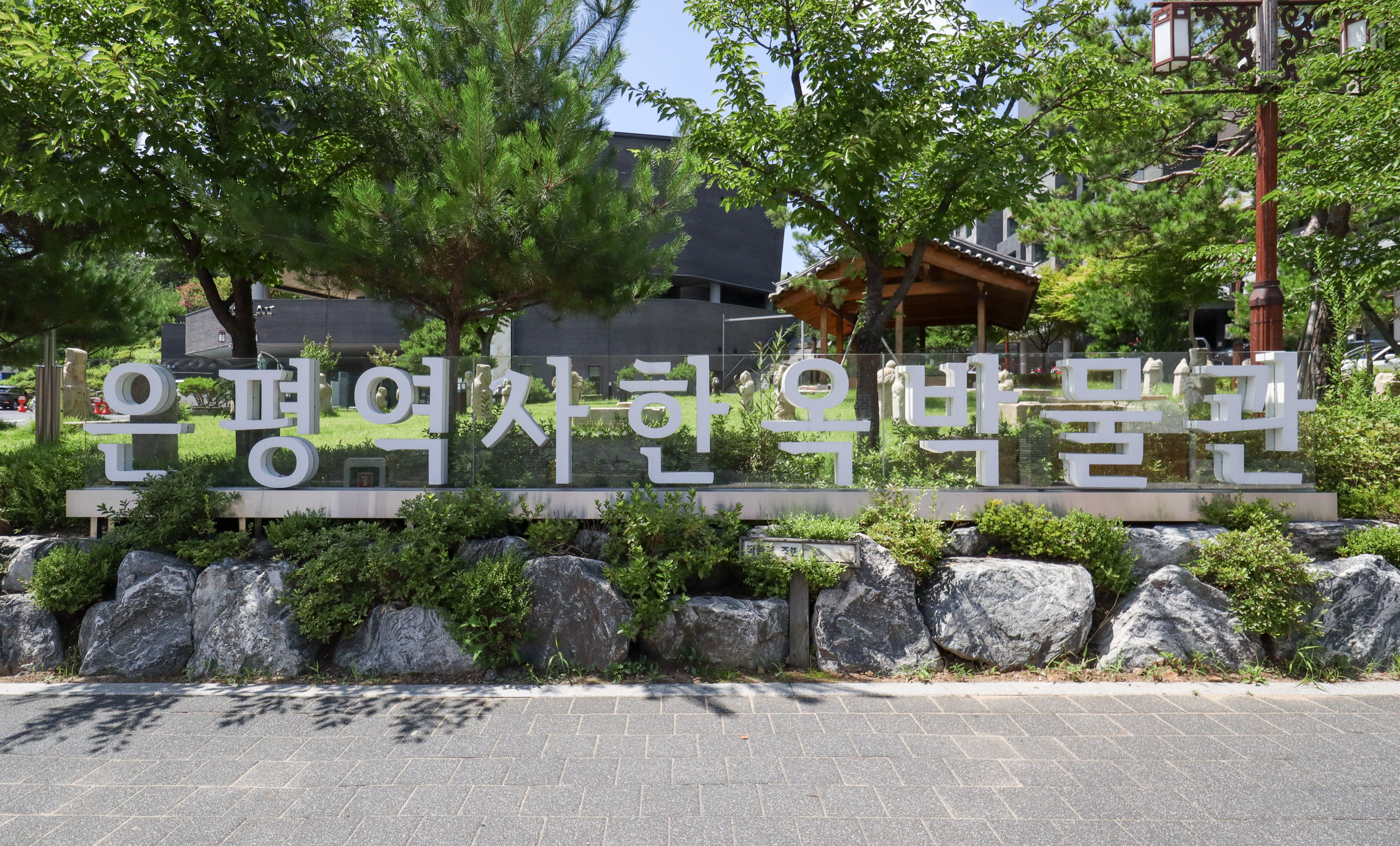
박물관 간판
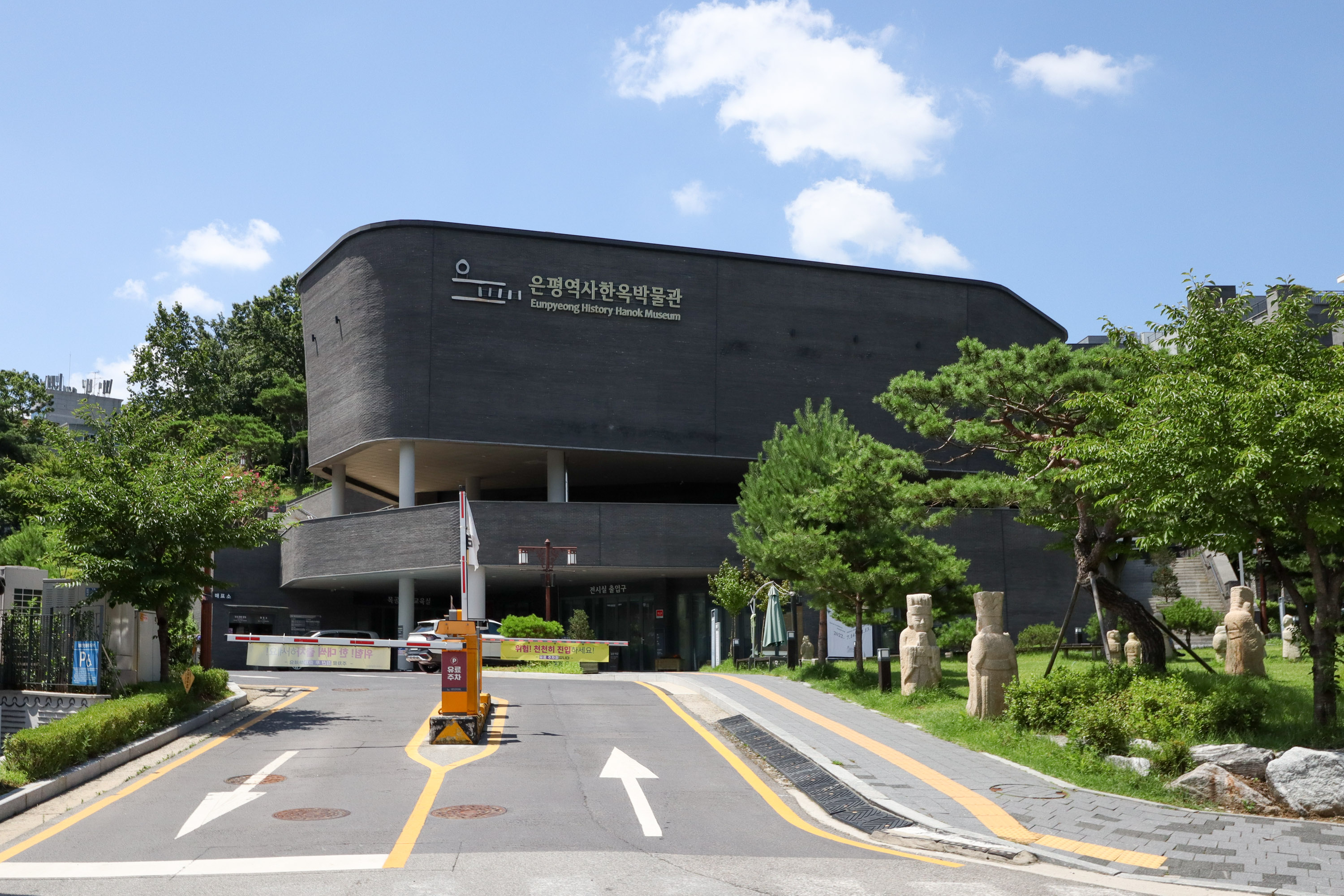
박물관 건물
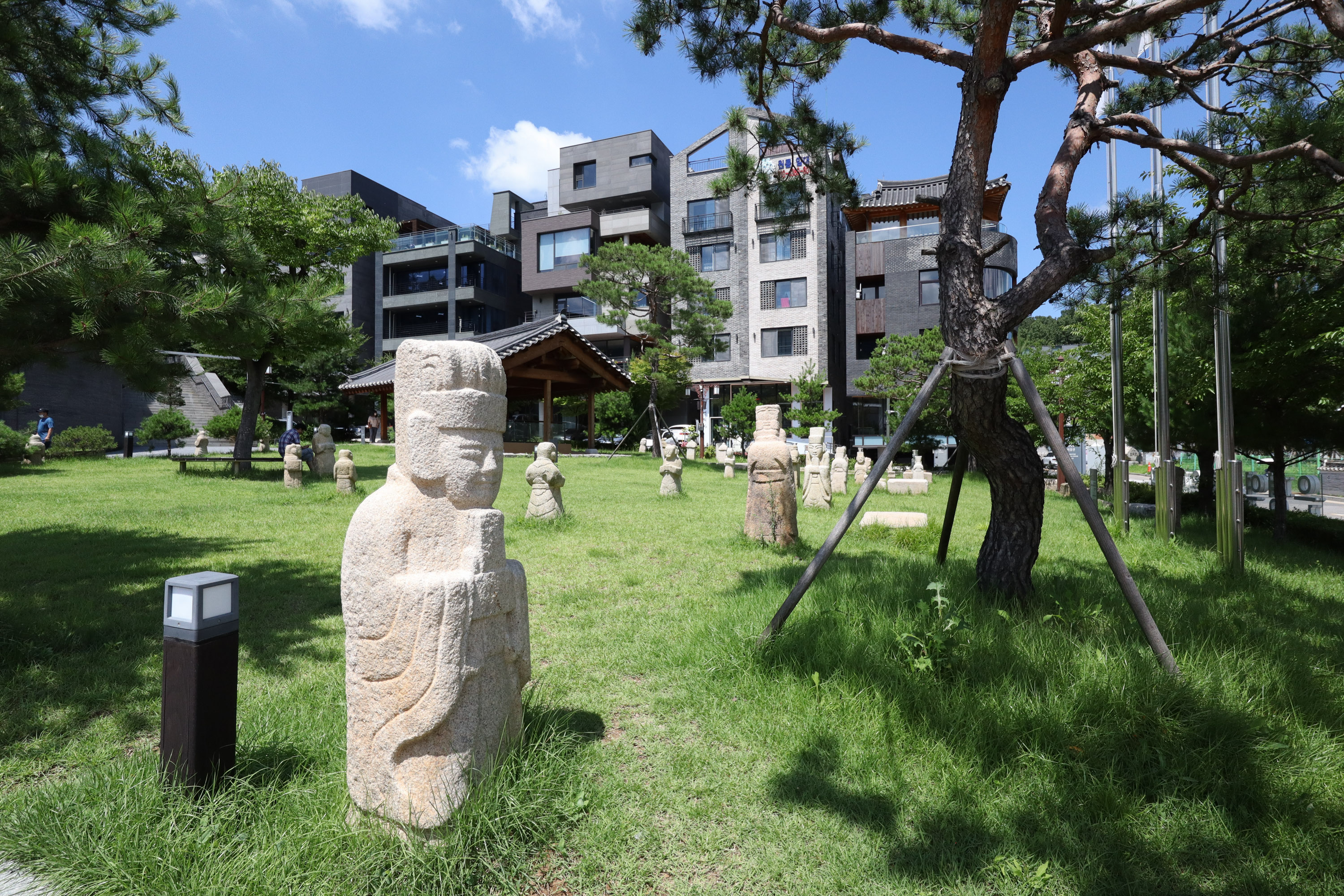
박물관 앞 공원

## 같이 보기
- 은평구
- 진관동
- 은평한옥마을

## 사이트
- 은평역사한옥박물관